# Васьково (Ступинский район)
Васьково — деревня в Ступинском районе Московской области в составе Леонтьевского сельского поселения (до 2006 года входила в Алфимовский сельский округ). В деревне на 2015 год 5 улиц и 3 переулка. Связано автобусным сообщением с поселком Малино.

## Население
| 2002 | 2006 | 2010 |
| ---- | ---- | ---- |
| 22   | ↗23  | ↘17  |

Васьково расположено на востоке района, у границы с Коломенским, по левому берегу реки Осёнка (правый приток Северки), высота центра деревни над уровнем моря — 170 м. Ближайшие населённые пункты: Костомарово — около 2,5 км на запад, Верховлянь — примерно в 1,6 км на юго-запад и Волково — около 2 км на восток.